# الغارات الجوية المصرية في ليبيا (فبراير 2015)
في 16 فبراير 2015 شنت القوات الجوية المصرية غارات جوية على مواقع تنظيم داعش في ليبيا. بعد أن أصدر تنظيم داعش في ليبيا فيديو بتاريخ 15 فبراير 2015 يصور قطع رؤوس 21 من الأقباط المصريين. خلال ساعات ردت القوات الجوية المصرية بضربات الجوية ضد أهداف محددة مسبقًا انتقامًا للعمال المصريين. الطائرات الحربية عملت بالتنسيق مع الحكومة الليبية «الرسمية».
وأفيد أن الجولة الأولى من الضربات الجوية المصرية قتلت 64 من مقاتلي داعش، بينهم ثلاثة من القيادة، في المدن الساحلية في درنة وسرت. وقالت تقارير وصلت إلى تونس أن 35 آخرين على الأقل من المصريين كان قد اعتقلوا من قبل تنظيم داعش ردا على الغارات الجوية، ولكن هذا لم تؤكده مصر.
عندما بدأ التدخل، صرحت وزارة الخارجية المصرية بأن على التحالف الدولي لمحاربة تنظيم داعش في سوريا والعراق توسيع نطاق أهدافه لشمال أفريقيا واتخاذ إجراءات ضد كل الجماعات المتطرفة في ليبيا.

## الخلفية
في عام 2011، بعد الإطاحة بحكم معمر القذافي في انتفاضة مدعومة من حلف شمال الأطلسي (ناتو) منذ فترة طويلة في ليبيا، وشهدت البلاد حالة عدم الاستقرار والاضطرابات منذ ذلك الحين. قد أعربت السلطات المصرية منذ فترة طويلة عن قلقهم إزاء عدم الاستقرار في شرق ليبيا خوفا من أن تمتد إلى مصر بسبب صعود الحركات الجهادية هناك، وهي المنطقة التي تعتقد القاهرة قد تطورت إلى عبور آمن للإسلاميين المطلوبين بعد أحداث 30 في 2013 والتي عزلت الرئيس المعزول محمد مرسي المدعوم من الإخوان المسلمين. كانت هناك العديد من الهجمات على المصالح التجارية لمصر في ليبيا التي كانت متفشية قبل الجنرال خليفة حفتر في عملية الكرامة مايو 2014، خصوصا مع خطف سائقي الشاحنات وأحيانا قتل العمال. وبالإضافة إلى ذلك، تهريب أسلحة من ليبيا، بما في ذلك الصواريخ والأسلحة المضادة للطائرات، وقد غمرت الأسواق السوداء في مصر من خلال الحدود التي يسهل اختراقها تشترك كلا البلدين، وغالبا ما تصل إلى المسلحين المتطرفين في منطقة سيناء من مصر الذين يعتمدون بشكل كبير على هذه الأسلحة.
ونتيجة لهذا، كان على الحكومة المدعومة من الجيش في مصر أسباب كثيرة لدعم خليفة حفتر لتمرد. وعلاوة على ذلك، الرئيس المصري عبد الفتاح السيسي، الذي أصبح شعبية متزايدة بين العديد من الليبيين الذين يرغبون في الاستقرار، دعت الولايات المتحدة عدة مرات إلى التدخل عسكريا في ليبيا، محذرا من أن البلاد قد أصبحت تحديا أمنيا كبيرا. وتعهد في وقت سابق بعدم السماح الاضطرابات هناك لتهديد أمن مصر القومي.

### إعدام الرهائن المصريين في ليبيا
في 12 فبراير عام 2015، أصدر تنظيم داعش تقرير في المجلة الإلكترونية الخاصة دابق، بين صور 21 من الأقباط المسيحيين المصريين كانوا قد اختطفوا في مدينة سرت وهددوا بالقتل «انتقاماً من اختطاف النساء المسلمات من قبل الكنيسة القبطية المصرية (كما يزعم التنظيم الإرهابي)».
بعد ثلاثة أيام، وأظهر شريط فيديو يظهر يزعم قطع رؤوس الرهائن على الشاطئ. أكدت الكنيسة القبطية المصرية مقتل الأقباط، في حين أدان الأزهر الحادث. وأعلن الرئيس عبد الفتاح السيسي فترة سبعة أيام من الحداد الوطني، ودعا إلى عقد اجتماع عاجل مع أعلى هيئة أمنية في البلاد في مجلس الدفاع الوطني.

### صفقة الطائرات الفرنسية
وجاءت عمليات قطع الرؤوس قبل يوم واحد من توقيع مصر على صفقة أسلحة 5.9 مليار دولار أمريكي لشراء 24 طائرات داسو رافال من فرنسا، مما يجعلها أول بيع الأجانب للطائرة الفرنسية. واشترت أيضا مصر فرقاطة فريم وكذلك صواريخ. ويعتقد أن صفقة المحللين أن يكون محاولة من جانب الرئيس عبد الفتاح السيسي لترقية العتاد العسكري في مصر وتنويع مورديها. قالت باتريشيا آدم، رئيس لجنة الدفاع في البرلمان الفرنسي، أن مصر تحتاج الطائرات بسرعة. «كل ما تحتاجه لنلقي نظرة على ما يحدث على حدودها. انهم قلقون خصوصا من قبل ما يحدث في ليبيا،». وقال وزير الدفاع الفرنسي، جان إيف لودريان، أن ذبح الأقباط كان أحد الأسباب لإرادت الحكومة المصرية لتعزيز أمنها.

## الخسائر
الموجة الأولى من الضربات الجوية المصرية قتلت، وفقا للجيش الليبي، ما يصل إلى 64 من مقاتلي داعش. وادعى قائد سلاح الجو الليبي، صقر الجروشي، أن 40 إلى 50 شخصا قد قتلوا.
وذكرت قناة الجزيرة أن سبعة مدنيين قتلوا خلال الغارات الجوية، بينهم ثلاثة أطفال. ودعت هيومن رايتس ووتش السلطات المصرية والليبية إلى إجراء تحقيق في سقوط ضحايا من المدنيين الناتجة عن الغارات، مبينا أن «أي اشتباك عسكري مع داعش يجب اتخاذ جميع الخطوات الممكنة لإنقاذ أرواح المدنيين».

## ما بعد
تقارير وسائل الإعلام المحلية من ليبيا، والتي ظهرت بعد الضربات الجوية، ادعت أن 35 المزيد من المصريين، معظمهم من العمال الزراعيين، وخطف في المناطق التي تسيطر عليها جماعات مثل أنصار الشريعة وداعش. وذكرت ليبيا هيرالد أن سبعة مصريين ذهبو في عداد المفقودين في البداية، ولكن هذا العدد ارتفع بعد ذلك إلى خمسة وثلاثين.
وزعمت ليبيا أن ميليشيات هاجمت في الفجر مدينة الزنتان، وهو البرلمان المدعومة من مصر في طبرق، ربما ردا على الغارات الجوية المصرية، مما اضطر إلى إلغاء رحلة من المقرر أن تقلع من مطار المدينة. وكانت الطائرة التي تقل المواطنين المصريين والليبيين أجلت الرحلة حرصا على سلامتهم.
في 20 شباط/فبراير، 40 شخصا على الاقل لقوا مصرعهم في ثلاث هجمات بالقنابل على يد مسلحين داعش في بلدة القبة. القنابل استهدفت محطة للوقود، ومحطة الشرطة والنائب الليبي أغيلا صالح عيسى الإقامة. كان واحدة من أكثر الهجمات دموية في ليبيا منذ نهاية الحرب الأهلية عام 2011. وقالت داعش أن الهجمات نفذت ردا على الغارات المصرية.

### الزنتان غارة جوية
وزعم أن ميليشيات فجر ليبيا هاجم مدرج للطائرات وموقع آخر في مدينة الزنتان، البرلمان المدعومة من مصر في طبرق، ربما ردا على الغارات الجوية المصرية، مما اضطر إلى إلغاء رحلة من المقرر أن تقلع من مطار المدينة. وكانت الطائرة التي تقل المواطنين المصريين والليبيين على سلامتهم. وقال متحدث باسم الحكومة المدعومة من الفجر ليبيا في طرابلس أن اثنين أو ثلاث طائرات من طراز ميج، وربما بقايا من قوات الجوية القذافية، واستخدمت في العملية.

### تفجيرات القبة
في 20 شباط/فبراير، 40 شخصا على الاقل لقوا مصرعهم في ثلاث هجمات بالقنابل على يد مسلحين داعش في بلدة القبة. القنابل استهدفت محطة للوقود، ومركز للشرطة ومقر النائب الليبي عقيلة صالح عيسى. كان واحدا من أكثر الهجمات دموية في ليبيا منذ نهاية الحرب الأهلية عام 2011.
الغارات المصرية. وقد تم تحديد ستة من المصريين من بين القتلى في الهجمات، وتمت إعادة جثثهم إلى مصر عبر معبر السلوم.

## التدخل البري
تمكنت مجموعة من قوات التدخل السريع، بالتنسيق مع الجيش الوطني الليبي، من قتل أكثر من 100 عنصر من داعش في معسكر بجنوب مدينة درنة الليبية، وأسر العشرات، من بينهم مصريون وعرب وأجانب، حسب ما ذكرت مصادر متطابقة من داخل وخارج ليبيا. وكانت وسائل التواصل الاجتماعي قد غصّت، منذ صباح الأربعاء بتاريخ 18 فبراير 2015، بروايات شبه متطابقة حول قيام مجموعة من الجيش المصري بعملية إنزال فجر اليوم 18 فبراير على معسكر أبو كريم الوهداني جنوب درنة، حيث قتلت العناصر التنظيم التي تستخدمه وأسرت بعضا منهم. كذلك ذكرت صحف عربية وأجنبية أن القوات المصرية قامت بإنزال بري[ ؟ ] في درنة، وتحدثت أخرى عن غارات سبقت العملية[ ؟ ].
وتحدثت أكثر الروايات تطابقا من مصادر مختلفة، منها مسؤولون من عدة دول، عن مقتل أكثر من 150 من عناصر داعش في المعسكر وأسر القوات المصرية للعشرات. وفي المقابل، فإن خسائر قوات التدخل السريع، وقوامها 30 من أفراد القوات الخاصة، لم تتعد قتيلين و 6 مصابين. وذكرت رواية من أكثر من مصدر أن من بين الأسرى من مقاتلي داعش في ليبيا مصريين وعرب، بل إن بعض الروايات حدد جنسية عربية لأحد مقاتلي داعش الذين أسرتهم القوة المصرية.
وفقاً لجريدة أخبار اليوم[ ؟ ] الجريدة رسمية للحكومة المصرية أن القوات تمكنت بعد إنزالها جوا من تدمير معسكر أبوكريم الوهدانى أحد أكبر المعسكرات الإرهابية التابعة لتنظيم أنصار الشريعة في ليبيا. وأوضحت، أن القوات رصدت أكثر من 150 عنصرا داخل المعسكر وتمكنت من القضاء على معظمهم وحصلت على خرائط ومعلومات هامة من داخل غرف المعسكر، مشيرا إلى أن جميع عناصر القوات الخاصة الذين شاركوا في عملية الرصد والتدمير عادوا جميعا إلى أرض الوطن سالمين بعد أن نفذوا مهمتهم بنجاح. ولفتت إلى أن الرئيس عبد الفتاح السيسي تابع العملية لحظة بلحظة خلال تواجده مع رجال المنطقة الغربية العسكرية القريبة من الحدود الليبية واطمئن على سلامة جميع أفراد العناصر المشاركة في الهجوم النوعي.
يذكر أن تلك هي أول عملية تشارك بها عناصر قوات التدخل السريع التي أسسها الرئيس عبد الفتاح السيسى عندما كان يتولى مسؤولية وزارة الدفاع العام الماضي 2014 وتضم أفضل عناصر القوات الخاصة ومختلف الأسلحة بالقوات المسلحة بهدف استخدامها لحماية أمن مصر القومي في الداخل والخارج.

## السيسي
دعا الرئيس المصري عبد الفتاح السيسي إلى استصدار قرار من الأمم المتحدة يمنح تفويضا لتشكيل تحالف دولي للتدخل في ليبيا، ووصف السيسي الحرب التي كانت لدعم القوات التي أطاحت بالعقيد معمر القذافي عام 2011 بأنها مهمة لم تنته.
دعا الرئيس المصري عبد الفتاح السيسي لاستصدار قرار من الأمم المتحدة يمنح تفويضا لتشكيل تحالف دولي للتدخل في ليبيا بعد أن قصفت طائراته أهدافا لتنظيم «داعش» هناك. وقال في مقابلة بتثها إذاعة أوروبا 1 الفرنسية في تاريخ 17 فبراير 2015 إنه ما من خيار آخر في ضوء موافقة شعب ليبيا وحكومتها ودعوتهما لمصر بالتحرك.
ووصف السيسي الحرب في ليبيا والتي شاركت فيها فرنسا ضمن ائتلاف دولي لدعم القوات التي أطاحت بمعمر القذافي عام 2011 بأنها مهمة لم تنته، وقال إن العالم تخلى عن الشعب الليبي وتركه أسير ميليشيات متطرفة. ودعا السيسي الفصائل إلى تسليم أسلحتها ولكنه حث على تزويد الحكومة الليبية المعترف بها دوليا ومقرها مدينة طبرق في شرق ليبيا بالأسلحة بعد أن سيطر منافسوها على السلطة في طرابلس.

## الحكومة الليبية
رفض رئيس الحكومة الليبية المؤقتة عبد الله الثني ما يقال عن انتهاك الضربة الجوية المصرية على معاقل تنظيم داعش بمدينة درنة لحرمة السيادة الليبية، موضحًا أنها تمت بتنسيق وتواصل بين القيادة السياسية والعسكرية المصرية والليبية، فيما أكد أن الضربات ستستمر حتى القضاء على داعش.
ونفى «الثني»، في حديث لجريدة الشرق الأوسط اللندنية، أن تعقب الضربات الجوية تدخلًا بريًا قائلًا: «هذه المجموعات تنتشر داخل الكهوف وداخل المغارات، ومن الصعب متابعتهم بالقوات البرية. لكن الضربات الجوية المحددة المواقع مسبقًا سيكون لها تأثير إيجابي في القضاء على هذه المجموعات بعون الله».
وطالب «الثني» بتفعيل اتفاقية الدفاع المشترك قائلًا: «علينا نحن العرب أن ندرك الخطورة، وعلينا أن نفعل اتفاقية الدفاع المشترك بجامعة الدول العربية، حتى تكون هي حجر الأساس لتقديم الدعم. علينا نحن الدول العربية أن يكون لنا كيان نجتمع فيه لتوحيد الصف ولمحاربة هذه الظاهرة التي تسيء للإسلام والمسلمين».

## الجيش الليبي
أكد العميد صقر الجروشي قائد القوات الجوية الليبية، أن الطلعات الجوية التي نفذتها القوات الجوية المصرية بالتنسيق مع ليبيا، استهدفت معاقل للإرهابيين بمدينة درنة، مشيراً إلى أن المحصلة الأولية تشير إلى أن 50 إرهابياً منتميين لتنظيم داعش قتلوا خلال هذه الطلعات. وأشار العميد صقر الجروشي قائد القوات الجوية الليبية أن استهداف درنة جاء كونها تحتوي على مراكز لتدريب الإرهابيين الذين قدموا إلى ليبيا عبر ميناء درنة من سوريا والعراق، فضلا عن مقاتلين آخرين انضموا من السودان وموريتانيا وأقاموا مراكز تدريب داخل المدينة القريبة من الحدود المصرية، لافتاً إلى أن الضربة جاءت بعد توافر معلومات حول تواجد الجماعات الإرهابية هناك، وتحديداً «داعش» الذين قتلوا 21 مصرياً قبطياً. وقال الجروشي إنه مكلف من القيادة الليبية للقوات المسلحة بالتنسيق مع الجانب المصري لتوجيه ضربات جوية ضد مواقع المقاتلين الخوراج في درنة.

## خليفة حفتر
قال قائد عملية الكرامة في ليبيا اللواء خليفة حفتر، إن ما حدث ضد المصريين في ليبيا على يد تنظيم «داعش» الإرهابي جريمة بشعة تكشف حجم الخطر الذي تواجهه الدول العربية، وتؤكد على ضرورة التكاتف والتوحد من أجل مواجهة وملاحقة هؤلاء المجرمين السفلة.
وأوضح حفتر، خلال مداخلة هاتفية في برنامج«العاشرة مساء» المذاع على قناة دريم2 أنه يؤيد وبقوة التدخل العسكرى المصري في ليبيا، لضرب تنظيم «داعش» الإرهابي وغيرها من المجموعات الإرهابية حيث أن هؤلاء الإرهابيون ينشرون الفزع والرعب الخوف في نفوس الليبيين قبل المصريين ونتعاون مع مصر من أجل القضاء عليهم.
وأضاف حفتر، أن الإرهاب يهدد جميع الدول العربية وليس مصر وليبيا فقط، ولكنه منتشر في العالم كله ويجب مواجهته بحزم وقوة وعلى الجميع أن يقوم بدوره للتخلص من هؤلاء الشرذمة. وأكد حفتر إلى أن الليبيين سيساعدون الجيش المصري في الانتقام من تنظيم «داعش» الإرهابي.

## ردود الفعل
- - عقد مجلس الأمن جلسة طارئة، لبحث الحادث الإرهابي الذي أودي بحياة 21 مصريا في ليبيا على أيدي تنظيم داعش، وتداعياته وسبل مواجهة خطر الإرهاب في ليبيا باعتباره يهدد الأمن والسلم الدوليين، وذلك بحضور وزير الخارجية المصري.[50]
- - أعلنت المتحدثة باسم الخارجية الأمريكية، جين ساكي، تعليقًا على الغارات الجوية المصرية ضد مواقع تنظيم داعش في ليبيا، أنها ليست في وضع يسمح لها بتأكيد أعمال اتخذتها دول آخرى، غير أنها تابعت قائلة إن الولايات المتحدة تحترم حق الدول في اتخاذ قراراتها بشأن الدفاع عن النفس والدفاع عن أراضيها.[51]
- - وزير الخارجية لافروف أعلن أنه بعد اجتماع ميكائيل بدجنوف المبعوث لخاص لليبيا مع (محمود أبو بهية) المتحدث الرسمي لمكتب رئيس الوزراء الليبي فقد تقرر العمل الثنائي لمحاربة العنف والإرهاب في ليبيا، وأكد وزير الخارجية الروسي عن استعداد بلاده للوقوف بكل الامكانات مع مصر في محاربة داعش بليبيا، وجاء ذلك بعد يوم واحد من نشر الفيديو الذي يظهر العملية الوحشية التي أدت لمقتل 21 مواطن مصري في ليبيا.
- - وزير الخارجية الإماراتي الشيخ عبد الله بن زايد أن بلاده تضع كل إمكانياتها لدعم جهود مصر لاستئصال الإرهاب والعنف الموجه ضد مواطنيها. وأكد وزير الخارجية الإماراتي على ضرورة الدعم الدولي والعربي للحكومة الليبية الشرعية والبرلمان المنتخب، مشدداً على أن استقرار ليبيا بعيدة عن التطرف والإرهاب يمثل ضرورة عربية ودولية ويعزز أمن دول جوارها.[52]
- - أعرب ملك عن استنكار مملكة البحرين، وأكد موقف مملكة البحرين الثابت في رفض الإرهاب بكافة صوره وأشكاله ومشاركتها المجتمع الدولى في السعى للقضاء عليه واجتثاث جذوره، وأكد وقوف مملكة البحرين إلى جانب مصر قيادة وشعبا وعلى دعمها وتضامنها مع مصر الشقيقة في اتخاذ ما تراه من إجراءات إزاء هذا التنظيم الإرهابي وجريمته النكراء.[53]
- - الشيخ صباح الأحمد الجابر الصباح، أمير دولة الكويت، أعرب عن موقف بلاده الثابت أتجاه مٌحاربة مصر الإرهاب وفي رفض الإرهاب بكافة أشكاله وصوره، ووقوفها مع المجتمع الدولى لمحاربته والعمل على القضاء عليه.[53]